# Ferrovia transversal
Ferrovia transversal é a denominação recebida pelas ferrovias brasileiras que cruzam o país no sentido Leste-Oeste. A quilometragem é medida nesse sentido.

## Identificação
- Nomenclatura: EF-2XX
- Primeiro Algarismo: 2 (dois)
- Algarismos Restantes: A numeração varia de 00 a 50, no trecho que vai do extremo norte do País até Brasília. Varia de 50 a 99 entre a Capital e o extremo sul.

1. ↑  Presidência da República do Brasil. «Lei nº 12.379, de 6 de janeiro de 2011». Planalto. Consultado em 17 de fevereiro de 2025